# Британский Маврикий
Британский Маврикий (англ. British Mauritius) — британская коронная колония на юго-восточном побережья Африки. Британская колония на Маврикии образовалась на месте французского колониального владения, была официально создана после британского вторжения в 1810 году и подписания Парижского мирного договора. Британское правление закончилось 12 марта 1968 года, когда Маврикий стал независимым государством.

## История
Французская колония Иль-де-Франс, которая состояла из Маврикия и некоторых других островов, находилась под французским управлением с 1715 года. Однако во время наполеоновских войн, несмотря на победу французского флота в битве в Гранд-Порт 20-27 августа 1810 года, Маврикий был захвачен англичанами 3 декабря 1810 года под командованием Джозиаса Роули. Британское управление над островом было установлено четыре года спустя Парижским мирным договором. Тем не менее, французские институты, в том числе Наполеоновский свод законов, сохранялись, а французский язык все ещё использовался населением больше, чем английский.
Британская администрация с Робертом Таунсендом Фаркуаром в качестве первого губернатора вызвала быстрые социально-экономические изменения. Одним из наиболее важных событий стала отмена рабства 1 февраля 1835 года. Плантаторы получили компенсацию в размере двух миллионов фунтов стерлингов за потерю своих рабов, которые были депортированы из Африки и Мадагаскара во время французской оккупации.
Маврикийские креолы происходят от владельцев плантаций и рабов, которые работали на сахарных плантациях. Индо-маврикийцы происходят от индийских иммигрантов, которые прибыли на остров в 19-м веке через Ааправаси-Гхат, чтобы работать в качестве наемных рабочих после того, как рабство было отменено. В индо-маврикийскую общину входят и мусульмане (около 17 % населения) с индийского субконтинента. В 1885 году была принята новая конституция. Франко-маврикийская элита контролировала почти все крупные сахаропроизводящие хозяйства и активно занималась бизнесом и банковской деятельностью. По мере того как индийское население становилось численно доминирующим, а избирательные права расширялись, политическая власть перешла от франко-маврикийцев и их креольских союзников к индо-маврикийцам.
Конфликты возникли между индийской общиной (в основном работниками плантаций сахарного тростника) и франко-маврикийцами в 1920-х годах, что привело к нескольким (главным образом, индийским) смертям. После этого в 1936 году Морисом Кьюре была основана Маврикийская рабочая партия для защиты интересов трудящихся. Через год Кьюре удалось превзойти Эммануэля Анкеила, который попытался получить поддержку портовых рабочих. После его смерти Гай Роземонд взял на себя руководство партией. После волнений 1937 года британское правительство на острове провело значительные реформы, которые разрешили профсоюзы, улучшили взаимоотношения между рабочими и работодателями и улучшили условия труда.
В период, предшествовавший официальному провозглашению независимости и передаче власти независимому правительству, остров был потрясен десятидневным периодом бурных беспорядков, вызванных этнической напряженностью.